# Kolta
Kolta (ungarisch Kolta) ist eine mittelgroße Gemeinde im Westen der Slowakei mit 1237 Einwohnern (Stand 31. Dezember 2024), die zum Okres Nové Zámky, einem Kreis des Nitriansky kraj, gehört.

## Geographie
Die Gemeinde befindet sich am südwestlichen Rand des Hügellandes Pohronská pahorkatina innerhalb des slowakischen Donautieflands, in einem kleinen Tal. Zwei bedeutende Erhebungen im Gemeindegebiet sind der Dlhý vrch (287 m n.m.) nördlich und der Svinský vrch (272 m n.m.) östlich des Ortes. Fast parallel zueinander fließen durch Kolta Bäche Leština und Paríž. Das Ortszentrum liegt auf einer Höhe von 175 m n.m. und ist 20 Kilometer von Nové Zámky entfernt.
Nachbargemeinden sind Dedinka im Norden, Čaka im Nordosten, Farná im Osten, Jasová im Süden, Semerovo im Westen und Čechy im Nordwesten.

## Geschichte

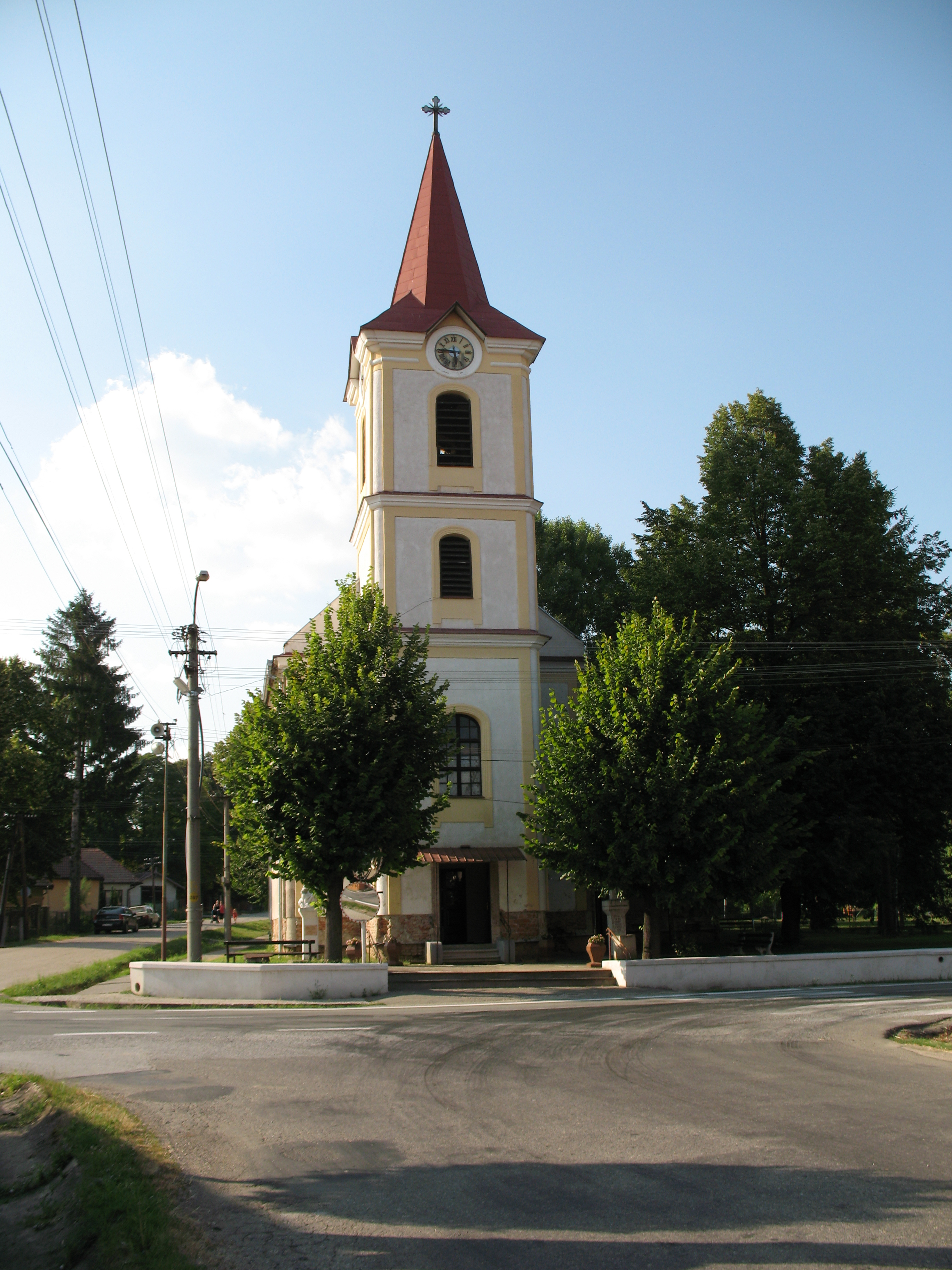
Kirche im Ort

Der Ort wurde zum ersten Mal 1337 als Kolta schriftlich erwähnt und gehörte anfangs dem Erzbistum Gran, danach teilweise der Familie Kürthy sowie anderen Familien des niederen Adels. Während der langen Türkenkriege des 17. Jahrhunderts wurde die Ortschaft menschenleer und die Siedlungen Harangozó und Kerekszállás wurden verwüstet. Erst im 18. Jahrhundert konnten die Einwohner zurückkehren, zu dieser Zeit gab es eine lebhafte jüdische Gemeinde mit einer Schule und Synagoge. 1828 zählte man 209 Häuser und 1432 Einwohner, die in der Landwirtschaft beschäftigt, insbesondere Linsenanbau war traditionell.
Bis 1918/1919 gehörte der im Komitat Komorn liegende Ort zum Königreich Ungarn und kam danach zur Tschechoslowakei beziehungsweise heute Slowakei. Auf Grund des Ersten Wiener Schiedsspruchs lag er 1938–1945 noch einmal in Ungarn.

## Bevölkerung
| Jahr                | 1994 | 2004    | 2014    | 2024    |
| ------------------- | ---- | ------- | ------- | ------- |
| Anzahl der Personen | 1482 | 1467    | 1330    | 1237    |
| Unterschied         |      | −1,01 % | −9,33 % | −6,99 % |

| Jahr                | 2023 | 2024    |
| ------------------- | ---- | ------- |
| Anzahl der Personen | 1236 | 1237    |
| Unterschied         |      | +0,08 % |

Nach der Volkszählung 2011 wohnten in Kolta 1407 Einwohner, davon 1357 Slowaken, 19 Magyaren, jeweils zwei Deutsche, Polen und Tschechen und ein Russe; ein Einwohner gehörte zu einer anderen Ethnie. 23 Einwohner machten diesbezüglich keine Angabe. 1227 Einwohner bekannten sich zur römisch-katholischen Kirche, jeweils fünf Einwohner zu den Mormonen sowie evangelischen Kirche A. B., drei Einwohner zur kongregationalistischen Kirche, zwei Einwohner zur reformierten Kirche und jeweils ein Einwohner zur griechisch-katholischen Kirche sowie zur orthodoxen Kirche; zwei Einwohner bekannten sich zu einer anderen Konfession. 86 Einwohner waren konfessionslos und bei 75 Einwohnern wurde die Konfession nicht ermittelt.

## Bauwerke
- römisch-katholische Kirche Unbefleckte Empfängnis Mariä im spätbarocken Stil aus der zweiten Hälfte des 18. Jahrhunderts
- zwei Landsitze aus dem 19. Jahrhundert, einer im neoklassizistischen, der andere im neogotischen Stil

## Verkehr
Durch Kolta verläuft die Straße 1. Ordnung 75 (Nové Zámky–Veľký Krtíš). Der nächste Bahnhof liegt im 13 Kilometer entfernten Pribeta an der Bahnstrecke Bratislava–Budapest.